# Segunda Batalla de Passchendaele
La Segunda Batalla de Passchendaele fue el ataque culminante de la Tercera Batalla de Ypres durante la Primera Guerra Mundial. La batalla tuvo lugar en las cercanías de Ypres, en el frente occidental, entre el 26 de octubre y el 10 de noviembre de 1917. El cuerpo canadiense se encargó de relevar las exhaustas tropas de la Anzac, continuando el avance iniciado días atrás en la Primera Batalla de Passchendaele, y finalmente capturando la localidad de Passchendaele. Más allá de ganar posiciones de observación favorables, la batalla estaba destinada a ganar posiciones de invierno más secas en tierras más altas.
La posición de asalto estaba directamente al sur de la frontera entre el Quinto y Segundo Ejército británico. Como resultado, el Cuerpo Canadiense debía atacar con el apoyo de las formaciones del Quinto Ejército británico al norte y los Cuerpos I y X de la Anzac al sur. La ofensiva fue ejecutada en una serie de ataques cada uno con objetivos limitados, con intervalos de tres o más días. Para otorgar tiempo de descanso entre las divisiones, hubo una pausa planificada de siete días entre dos de las etapas de la batalla, durante la cual se ordenó al Segundo Ejército que se hiciera cargo de la sección del frente del Quinto Ejército adyacente al Cuerpo Canadiense.
El ataque fue todo un éxito, capturando las altas tierras en manos alemanas a lo largo de la cordillera de Passchendaele-Westrozebeke; no obstante, la campaña se vio obligada a finalizar apenas su llegada a Westrozebeke. Esto se debe a la importante victoria de las fuerzas austro-alemanas contra el ejército italiano en la batalla de Caporetto y la próxima batalla de Cambrai obligó a los británicos a desviar paralelamente sus recursos al este y poner fin a las acciones ofensivas en el saliente de Ypres.